# Aslán Lappinagov
Aslán Lappinagov –en ruso, Аслан Лаппинагов– (9 de agosto de 1993) es un deportista ruso que compite en judo. Ganó dos medallas de bronce en el Campeonato Europeo de Judo, en los años 2017 y 2018, ambas en la categoría de –81 kg.

## Palmarés internacional
| Campeonato Europeo | Campeonato Europeo | Campeonato Europeo | Campeonato Europeo |
| Año                | Lugar              | Medalla            | Categoría          |
| ------------------ | ------------------ | ------------------ | ------------------ |
| 2017               | Varsovia (Polonia) | Medalla de bronce  | –81 kg             |
| 2018               | Tel Aviv (Israel)  | Medalla de bronce  | –81 kg             |